# Drosochóri
Drosochóri (Drosochori) är en ort i Grekland.   Den ligger i prefekturen Nomós Ioannínon och regionen Epirus, i den centrala delen av landet, 300 km nordväst om huvudstaden Aten. Drosochóri ligger 760 meter över havet och antalet invånare är 782.
Terrängen runt Drosochóri är varierad, och sluttar västerut.Runt Drosochóri är det glesbefolkat, med 8 invånare per kvadratkilometer. Närmaste större samhälle är Ioánnina, 11,0 km väster om Drosochóri. I omgivningarna runt Drosochóri växer i huvudsak blandskog.